# Château de la Rochette (Haute-Savoie)
Le château de la Rochette, appelé aussi château du Vernay, est un ancien château fort du milieu XIIIe siècle, dont les vestiges se dressent sur la commune de Lully dans le département de la Haute-Savoie en région Auvergne-Rhône-Alpes.
Les restes du château font l'objet d'une inscription au titre des monuments historiques en 1932.

## Situation
Le château est situé dans le département français de la Haute-Savoie, sur la commune de Lully, au nord-est, à la limite de la commune de Perrignier, sur un rocher isolé qu'entoure le ruisseau des Mosses. 
Le lieu-dit porte le nom Le Vernay, d'où l'autre nom du château.

## Historique
Le château appartient aux seigneurs de Cervens, avant 1340. L'un de ses représentants, Gérold de Cervens, semble être à l'origine de l'édification du château.
Françoise de Cervens du Vernay, dame de la Rochette, le lègue, ainsi que la seigneurie, par testament du 20 février 1473, à son époux, Guillaume d'Allinges, seigneur de Coudrée.
L'édifice est ruiné en 1590. Il reste cependant dans la famille jusqu'en 1840 où il est vendu. Au cours de cette période, ses murs et le rocher servirent de carrière. Vers la fin du XIXe siècle, il appartient à M. Dénarié.
Les restes du château font l'objet d'une inscription au titre des monuments historiques par arrêté du 11 mai 1932.

## Description
Le château de la Rochette se présente sous la forme d'une enceinte polygonale que flanque au nord un donjon cylindrique, et au sud deux tours rondes aux angles. L'entrée qui se fait de ce côté est précédée d'une enceinte basse.